# Kyuwia doutti
Kyuwia doutti är en stekelart som beskrevs av Pinto och George 2004. Kyuwia doutti ingår i släktet Kyuwia och familjen hårstrimsteklar.
Artens utbredningsområde är:
- Elfenbenskusten.
- Tanzania.
- Zimbabwe.

Inga underarter finns listade i Catalogue of Life.